# Amphioplus macraspis
Amphioplus macraspis är en ormstjärneart som först beskrevs av Clark 1911.  Amphioplus macraspis ingår i släktet Amphioplus och familjen trådormstjärnor. Inga underarter finns listade i Catalogue of Life.